# Maíla Machado
Maíla Machado, född 22 januari 1981, är en friidrottare från Brasilien. Hon deltog vid olympiska sommarspelen 2004, olympiska sommarspelen 2008 och olympiska sommarspelen 2016.